# Emma Lennartsson
Emma Sofia Lennartsson, född 15 augusti 1974, är en svensk ekonom. Hon var statsminister Stefan Löfvens statssekreterare åren 2014-2017. Åren 2021-2022 var hon statsminister Magdalena Anderssons dito. Lennartsson är sedan januari 2023 Region Stockholms regiondirektör och är därmed den högsta tjänstemannen i organisationen.  
Lennartsson är nationalekonom med examen från Handelshögskolan. Hon har tidigare bland annat arbetat som talskrivare åt dåvarande finansministern Bosse Ringholm, chef för budgetenheten vid Socialdemokraternas kansli, som planeringschef på Finansdepartementet och som makroanalytiker på Carnegie. Mellan 2011 och 2012 arbetade hon som chefsekonom på Kommunal men lämnade posten för att i februari 2012 bli chef i Socialdemokraternas partikansli och därmed en av Stefan Löfvens närmaste rådgivare.
Den 4 oktober 2014 utsåg den nya regeringen Lennartsson till statsministerns statssekreterare i Statsrådsberedningen. I augusti 2017 avgick hon från posten till följd av sin informationshantering av it-haveriet på Transportstyrelsen.
Efter att hon lämnade statsrådsberedningen 2017 blev Lennartsson ekonomidirektör och tillförordnad regiondirektör i region Uppsala fram till december 2019, då hon blev statssekreterare med ansvar för budgetfrågor hos finansminister Magdalena Andersson. Hon ingick i den krisgrupp som bildades våren 2020 i samband med Coronavirusutbrottet 2020–2021 i Sverige, i vilken hon ansvarade för de ekonomiska krispaketen.
Emma Lennartsson utkom 2024 med boken Mitt i krisen, skriven tillsammans med tidigare statssekreterarkollegan Maja Fjaestad. Boken handlar om arbetet i Regeringskansliet under covid-19-pandemin.